# Faruq Saleem
Faruq Saleem (* 6. Dezember 1973 in Newark, New Jersey) ist ein US-amerikanischer Boxer, der unter dem Namen The Dream kämpft. Bisher hat er noch keine bedeutenden Titel gewonnen. Ende 2004 stand er in den Ranglisten der WBC und der WBA unter den besten 10 Boxern im Schwergewicht. Nachdem er dann allerdings 2005 keinen Kampf bestritten hatte, fiel er wieder aus den Ranglisten heraus. Auch im Anschluss daran wurde seine Gegnerschaft nicht besser. Durch ausgesuchte Aufbaugegner der schwächeren Kategorie gelang ihm nie der große Durchbruch.
Nachdem er schließlich gegen Journeyman Shawn McLean k. o. ging, bestritt er keinen Kampf mehr.